# Volongo
Volongo é uma comuna italiana da região da Lombardia, província de Cremona, com cerca de 620 habitantes. Estende-se por uma área de 7 km², tendo uma densidade populacional de 89 hab/km². Faz fronteira com Casalromano (MN), Fiesse (BS), Gambara (BS), Isola Dovarese, Ostiano, Pessina Cremonese.

## Demografia
| Variação demográfica do município entre 1861 e 2011                               |
|                                                                                   |
| Fonte: Istituto Nazionale di Statistica (ISTAT) - Elaboração gráfica da Wikipedia |